# John Stevens Henslow
John Stevens Henslow (Rochester, 6 febbraio 1796 – Hitcham, Suffolk, 16 maggio 1861) è stato un botanico inglese.
Fu tra i fondatori della Cambridge Philosophical Society. È ricordato anche per essere stato il mentore di Charles Darwin. La sua abbreviazione botanica è "Hensl.".

## Biografia
John Stevens Henslow nacque il 6 febbraio 1796 a Rochester, nel Kent, figlio di un solicitor John Prentis Henslow, e nipote di Sir John Henslow che era stato Surveyor della Royal Navy. Egli studiò al St John's College di Cambridge, dove si laureò nel 1818 ottenendo il 16° Wrangler. Nel 1819 accompagnò l'amico Adam Sedgwick in un viaggio all'Isola di Wight. Da questo viaggio nacque l'idea della costituzione della Cambridge Philosophical Society che poi i due contribuiranno a fondare di lì a poco.
Nel 1822, alla morte del professor Edward Daniel Clarke, Henslow fu nominato professore di Mineralogia a Cambridge.
Il 16 dicembre 1823 Henslow sposò Harriet Jenyns (1797-1857), figlia di George Leonard Jenyns e sorella di Leonard Jenyns. Il 7 novembre 1824 Henslow fu ordinato prete della 
Chiesa anglicana ad Ely.
Nel 1825 la cattedra di Botanica di Cambridge divenne vacante a causa della morte del professor Thomas Martyn. Henslow, che era un grande appassionato di questa materia, si propose per la cattedra e venne eletto nel 1827 conservandola per il resto della sua vita.
Nel 1829 Henslow pubblico un libro  A Catalogue of British Plants (Un Catalogo delle piante inglesi) in cui raccolse il lavoro iniziato nel 1821 di catalogazione dalla flora britannica seguendo criteri di Classificazione tassonomica proposti da Linneo. In quello stesso anno Charles Darwin iniziò a frequentare il suo corso e fra i due nacque prima simpatia e poi amicizia.
Nell'estate del 1831 a Henslow venne offerto un posto come naturalista a bordo della nave oceanografica HMS Beagle che doveva effettuare un'esplorazione scientifica di due anni nel Sudamerica. Henslow rinunciò per motivi familiari, ma raccomandò al suo posto Darwin che quindi partì per questo viaggio che ebbe grande influenza nello sviluppo delle sue teorie evoluzionistiche.
Sempre nel 1831 Henslow fondò il Giardino Botanico dell'Università di Cambridge che è tuttora uno dei giardini botanici più importanti del Regno Unito.
Nel 1832 Henslow fu nominato vicario di Cholsey e nel 1837 rettore della parrocchia di Hitcham nel Suffolk, dove si trasferì e visse per il resto della sua vita.
Durante il periodo in cui era ad Hitcham, Henslow si occupò anche del Museo di Ipswich di cui fu direttore dal 1850 al 1861 curandone in particolare lo sviluppo delle collezioni di Scienze Naturali.

## Opere
- John Stevens Henslow, A Dictionary of Botanical Terms, Cambridge University Press, 2009, ISBN 9781108001311.
- John Stevens Henslow, The Teaching of Science in Cambridge: Sedgwick, Henslow, Darwin, Cambridge University Press, 2009, ISBN 9781108002004.
- John Stevens Henslow, The Principles of Descriptive and Physiological Botany, Cambridge University Press, 2009, ISBN 9781108001861.
- John Stevens Henslow, A Syllabus of a Course of Lectures on Mineralogy, Cambridge University Press, 2009, ISBN 9781108002011.
- John Stevens Henslow, A Catalogue of British Plants, Deighton and Stevenson, 1835.